# Novo Banco
Die Novo Banco (ehemals Banco Espírito Santo, BES) ist eine private Handelsbank mit Sitz an der Avenida da Liberdade in Lissabon, Portugal.
Sie untersteht – wie alle portugiesischen Banken – der Bankenaufsicht der portugiesischen Zentralbank.

## Geschichte

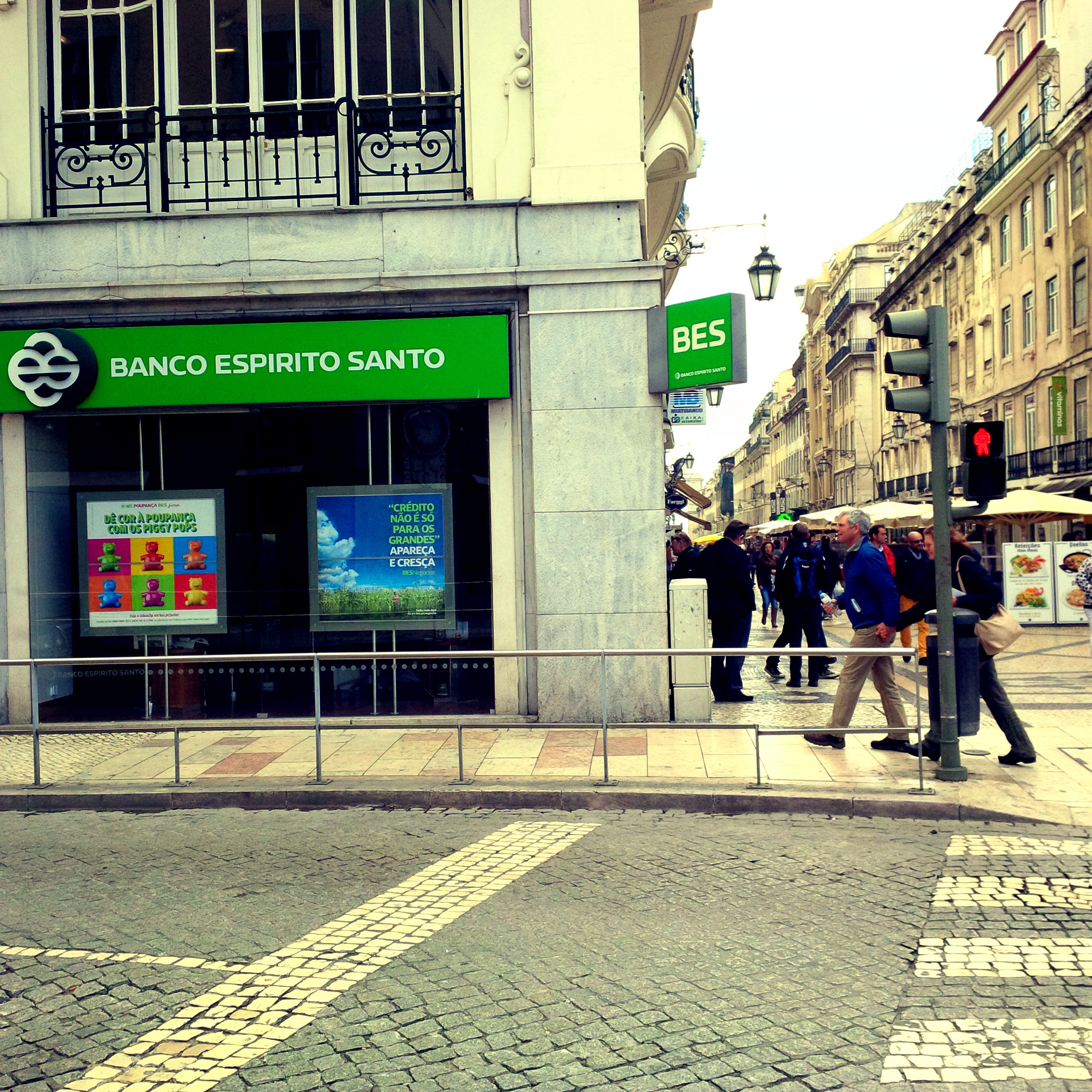
Ehemalige Filiale der BES am Rossio.

Die Wurzeln des Unternehmens reichen bis ins letzte Viertel des 19. Jahrhunderts. Vor fast 150 Jahren legte die portugiesische Familie Espírito Santo den Grundstein für eine weitverzweigte Unternehmensdynastie – ein Imperium mit Anteilen an europäischen Banken, Wohnkomplexen in Miami und einer Diamantenmine in Angola. Die Tätigkeit als Handelsbank wurde im Jahr 1937 nach der Fusion der Banco Espírito Santo und der Banco Comercial de Lisboa aufgenommen. Im Juli 1999 wurde der Name auf Banco Espírito Santo (BES) geändert. „Espírito Santo“ heißt auf Deutsch Heiliger Geist. In diesem Fall bezieht es sich auf den Nachnamen der Gründerfamilie. Das Unternehmen war im PSI 20 an der Börse Lissabon gelistet. Mit einer Kapitalisierung von rund 5 Mrd. € ist BES das größte private Geldinstitut im Land. Nationale Medien sehen BES als „Bank des Regimes“. Seine wichtigsten Auslandsmärkte befinden sich in Spanien, Angola und Brasilien.
Die Bank investierte Fremdkapital (v. a. Spareinlagen) und Eigenkapital in Kredite und Wertpapiere. Sie bietet außerdem andere Bankservices in Portugal und im Ausland an. Das Hauptaugenmerk liegt auf dem Geschäft mit Unternehmen; die Bank ist aber auch im Privatkundenbereich und im Leasing tätig. Als ein Markenzeichen der Bank mit dem grünen Logo – für die Fußballstar Cristiano Ronaldo wirbt – gilt eigentlich die Solidität.
In Portugal betreibt die Bank das größte Filialnetz (631 Geschäftsstellen in ganz Portugal, Stand August 2014), im Ausland sind es 145.
International ist die Bank mit 29 Filialen (2014) in Spanien vertreten. Weitere Repräsentanzen sind in der Schweiz (Lausanne, Neuenburg, Zürich), Köln, Toronto, Johannesburg, Shanghai und Mexiko-Stadt. Niederlassungen befinden sich in New York City, London, Kap Verde, Venezuela, Nassau, Kaimaninseln und Luxemburg.

### Konzern
Die Espírito Santo Gruppe betrieb ein Unternehmensnetzwerk in mehr als 20 Ländern und die Holding Gesellschaften waren in der Schweiz und Luxemburg (ESFG) ansässig. Mit dieser Konstellation entzog sich der Konzern der operativen und fiskalen Kontrolle des portugiesischen Staates, was in Portugal in Zeiten der Finanzkrise 2008 zu offener Kritik führte. So z. B. durch das portugiesische Institut für Corporate Governance (IPCG), das hierin einen Verstoß gegen den Code of Good Corporate Governance sah.

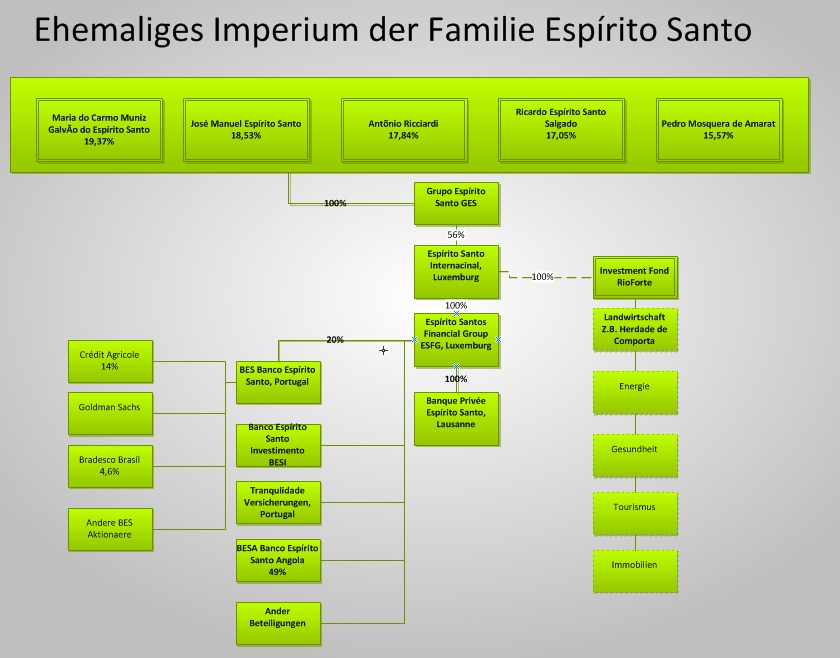
Organisatorischer Aufbau der Espírito Santo Gruppe vor der BES Umstrukturierung

Zusammen mit Tochtergesellschaften war BES mit einem Anteil von 20 % Teil der Espírito Santo Financial Group (ESFG). Dies sind die Tochtergesellschaften
- Aman Bank (Libyen);
- BES Cabo Verde;
- BES Oriente (Macau);
- BES Vénétie (Frankreich);
- BESA (Angola);
- ES Bank (USA);
- ES Investment Bank (Angola, Brasilien, China, Hong Kong, Indien, Polen, Spanien, USA, Vereinigtes Königreich);
- ES plc (Irland);
- IJAR Leasing (Algerien);
- Moza Banco (Mosambik);

Neben Espírito Santo Financial Group (ESFG), die als Hauptaktionär mit ca. 20 % an BES beteiligt war, gibt es noch eine Reihe von anderen Teilhabern. Dies sind u. a. die französische Crédit Agricole (mit ca. 14 %), die Portugal Telecom (mit ca. 2 %), die brasilianische Privatbank Bradesco mit ca. 4,5 %, die Bank Goldman Sachs, sowie US-Investmentgesellschaften wie BlackRock (mit ca. 4 %) und viele Kleinaktionäre.
Am 3. Januar 2011 wurde die BES von der Zeitschrift Global Finance zum fünften Mal in Folge zur 'besten Bank in Portugal' ausgezeichnet.

### Krise im Jahr 2014
Im Juli 2014 geriet die Bank in eine Schieflage. Als Ursachen gelten die unter Gläubigerschutz stehende Finanzholding Espírito Santo International (ESI) und deren Tochtergesellschaft Espírito Santo Financial Group (ESFG), die mit 20,1 Prozent als Hauptaktionär an der Bank beteiligt ist, sowie Probleme mit von der angolanischen Tochtergesellschaft BESA vergebenen Krediten. Die Dach-Holding ESI soll Verluste in Höhe von 1,3 Milliarden Euro verschleiert haben. Im ersten Halbjahr 2014 wurde ein Halbjahresverlust von 3,57 Milliarden Euro ausgewiesen. Im Zentrum der ganzen Affäre steht ein kleines schweizerisches Finanzunternehmen, das inzwischen Eurofin Holding heißt. Seine Gründung vor 15 Jahren diente maßgeblich dem Zweck, Finanzgeschäfte für die Familie Espírito Santo und ihr Unternehmensgeflecht abzuwickeln.
Ursächlich für die Krise ist die Vergangenheit der Bank als Teil einer in schwere Not geratenen Unternehmensgruppe der Familie Espírito Santo, zu der Hotels, Ländereien, Krankenhäuser und Beteiligungen zählen. Diese Beteiligungen firmierten unter dem Namen Rioforte. Schuldverschreibungen von Rioforte konnten ab dem 14. Juli 2014 nicht mehr bedient werden, und es kam zum Zusammenbruch. Der Niedergang der Bank wird von Fachleuten nicht nur als Ergebnis von Fahrlässigkeit, sondern auch von krimineller Energie beschrieben. Im Zuge der Krise verhaftete die portugiesische Justiz am 24. Juli 2014 den früheren Bankchef und Patriarchen Ricardo Salgado und leitete Ermittlungen wegen des Verdachts auf Betrug, Vertrauensmissbrauch, Fälschung und Geldwäsche ein.

### Zusammenbruch der Bank
Am 1. August teilte der Rat der Europäischen Zentralbank der Bank von Portugal mit, dass er der Banco Espírito Santo den Zugang zu EZB-Geld kappen werde. Zwei Tage später kündigte Costa eine steuerfinanzierte Staatsrettung und eine Aufspaltung der Bank an. Am 4. August 2014 wurde bekannt, dass faule Kredite der BES in eine Bad Bank ausgelagert werden sollen, deren Eigentümer die bisherigen Aktionäre der BES sein werden. Der restliche, profitable Teil der Bank firmiert seit diesem Tag unter dem Namen Novo Banco und ist in alleinigem Besitz des Fundo de Resolução (Einlagensicherungsfonds der portugiesischen Banken). Die Novo Banco erhält Finanzhilfen in Höhe von 4,9 Milliarden Euro. Davon kommen 400 Millionen direkt vom Einlagensicherungsfonds der portugiesischen Banken. 4,5 Milliarden kommen vom portugiesischen Staat, die eigentlich aus einer bisher nicht voll ausgeschöpften Kreditlinie des Euro-Rettungsschirms an den Staat Portugal stammen und von diesem ohne Einsatz eigener Mittel umgewidmet als Kredit an den portugiesischen Bankenrettungsfonds weitergereicht werden. Eine Börsennotierung wird nicht mehr erfolgen.
Im April 2017 hat der Staat die Mehrheit seiner Anteile der Novo Banco an den texanischen Hedgefonds Lone Star verkauft, dessen Investmentfonds Nani Holdings 75 Prozent der Anteile hält, 13,04 Prozent der Fondo do Resolucao (Einlagensicherungsfonds) und 12 Prozent die staatliche Direccao-Geral do Tesuro e Financas. Im Juni 2025 vereinbarte die französische Groupe BPCE die Übernahme der von Lone Star gehaltenen Anteile.